# Pilder Mária
Pilder Mária (Diósgyőr, 1888. március 2. – Budapest, 1966. január 3.) teológus, pedagógus, a református egyház belső megújulására irányuló törekvések 20. századi vezető egyénisége.

## Életrajz
Pilder Mária Diósgyőrben született 1888. március 2-án. Apja, Pilder Alfréd, nagyszebeni származású szász-evangélikus kohászmérnök volt, aki miután megjárta Bécset, a diósgyőri vasgyárban dolgozott. Anyja, a katolikus születésű, Temesváron nevelkedett Meissner Alojsia egy osztrák mérnök lánya volt. Mária korán, kilenc évesen veszítette el a tüdőbetegség miatt elhunyt apját. Megözvegyült édesanyja gyermekeivel ekkor Pestre költözött, ahol tanítónői állást kapott.
1906-ban Mária népiskolai tanítónői oklevelet szerzett, 1909-ben pedig felső nép- és polgáriskolai tanítónői képesítést nyert. Alapos zenei műveltségre tett szert, és az iskolai évek során jól elsajátította a német, francia és angol nyelvet. Tizenkilenc éves volt, amikor öccse meghalt, ez pedig mély nyomot hagyott benne és alapjaiban megrendítette hitét is. 
Kitűnő eredményeire felfigyelve, gróf Apponyi Albert kultuszminiszter gyermekei nevelőjévé fogadta. 1911–1919 között fővárosi iskolákban tanított. Ebben az időszakban tért át a református hitre. E megtérés-élményét és annak következményeit írja le Szász Ágnes naplója című autobiográf leányregényében. A római katolicizmussal való szakítása miatt konfliktusba került édesanyjával, aki azonban később ugyancsak református lett. Pilder Alojsia a spanyolnátha áldozataként távozott az élők sorából.
Pilder már egészen fiatalon megismerte Szabó Aladárt, Kecskeméthy Istvánt , és a magyar evangéliumi ébredési mozgalom más jeles alakjait. E találkozások és ismerkedések késztették arra, hogy autodidakta módon elkezdje tanulmányozni a teológiát. Életének e szakaszát elsősorban a pietista beállítottság és a kálvinista szigor jellemezte.
Anyja halálát követően Brassóba költözött. 1920-ban Nagy Károly református püspök meghívására Kolozsvárra ment. Mindeközben 1923-ban a Nagyenyedi Tanítóképzőben is tanított, 1924-től az intézmény igazgatója és internátusi vezetője volt. 1924-ben lett egyházkerületi utazótitkár. Ebben az időszakban tette le a lévita-vizsgát is. 1928-tól Makkai Sándorné Borsay Margitnak, az egyházkerület nőszövetségi elnökének közeli munkatársa lett. Nőszövetségi utazótitkárként az 1930-as évek elején Maksay Alberttel közösen szerkesztette a Református Család című folyóiratot. 1933-ben a Diakonissza Intézet helyettes igazgatójává nevezték ki, 1935-től kezdve pedig ő volt e belmissziós intézmény igazgatója. 
1943-ban Ravasz László dunamelléki református püspök Makkai Sándor erdélyi református püspök ajánlására felkérte arra, hogy vállalja a Magyarországi Országos Református Nőszövetség utazótitkári állását. Ekkor Pilder Mária visszaköltözött Budapestre, és vállalta a megbízást. Így ismerkedhetett meg és köthetett barátságot Zsindely Ferencné Tüdős Klárával, aki a szervezet elnöke volt.
Pilder Mária 1950-ben a konvent missziói munkatársa lett, két évvel később pedig tudományos munkatársként alkalmazta a Ráday Gyűjtemény. 1953–1956 között Kádár Imrét helyettesítette a Budapesti Teológiai Akadémia Ökumenika Tanszékén. Így ő lett a felsőoktatási intézmény első női oktatója. 1956-ban saját kérésére nyugdíjazták. 1963-ban teljesen megvakult. Ekkor a Havas utcai Gyógyíthatatlan Betegek Otthonába internálták. Ott hunyt el 1966 januárjában.

## Kapcsolata korának nagy teológusaival
1926-ban születésnapi ajándékként kapta meg Hermann Kutter svájci teológus Bilderbuch Gotte című művét. A könyv inspiráló hatása levélírásra késztette: a szerzővel haláláig levelezett.
Karl Barthot 1936-ban Erdélybe tett utazásakor ismerte meg, ettől fogva levelezni kezdett vele. 1948-ban ismét találkoztak, a teológus ekkor Magyarországot látogatta meg. Pilder több művét is magyarra fordította.
Makkai Sándor református püspökhöz munkatársi viszonyukon túl szoros barátság fűzte, amint ez őszinte bensőséges hangulatú levelezésükből is kimutatható.
Hasonló módon baráti viszony fűzte Reményik Sándor költőhöz is, aki 1936-ban verset dedikált neki:

„Jól van ez így… (Pilder Máriának)
Jól van ez így:

Néha világgá menni,

Látni más lelkek táját –

S azután lelkendezve viszontlátni

Erdélyi kálvinista templomtornyok

Négy fiók-tornyocskáját.

Érezni, hogy búg fal-remegtetőn,

Orgonaként ott künt a szeretet –

De nem búg mélyebbről, mint itt, ahol

Élem e katakomba-életet

A sírig – Veletek.

Amit kivittem: Nektek köszönöm,

És Nektek azt is, amit visszahoztam.

Hálát adok, hogy menthetetlenül,

Elszakíthatatlanul ideszoktam.

Itthon vagyok.

Itthon megint.

S orchideák, virágerdők után

Szorítom a szívemhez önfeledten

A legelső útszéli kankalint.
”

– Kolozsvár, 1936. március 30.

## Irodalmi munkássága
Pilder Mária számos művet fordított le magyar nyelvre, vannak azonban önálló írásai és könyvei is. Élete során rengeteg előadást tartott, és számtalan cikket publikált. Az alábbi lista a Magyar Életrajzi Lexikonban rögzített műveket tartalmazza:
- Szász Ágnes naplója (regény; Budapest, 1918)
- Zengő aranyhárfa (elbeszélések; Budapest, 1919)
- Vasárnapi iskolai tanítások (6 kötet; Torda, 1924–1927)
- Kutter, Hermann: Pál apostol (fordítás; Cluj–Kolozsvár, 1926)
- Carmichael, Amy: Mimóza. Egy indiai leány története (fordítás; Cluj–Kolozsvár, 1927)
- Református Keresztyén Hitvallás (káté; Cluj–Kolozsvár 1939)
- A Református Nőszövetség munkarendje és ügyrendje (Budapest, 1988)